# 沙維亞·亞歷山大
沙維亞·艾倫·亞歷山大（1988年10月19日—）為美國男子籃球運動員，場上主打得分後衛。

## 高中生涯
亞歷山大生於美國森林公園，於年輕時考進奧克拉荷馬州的米德韋斯特城中學，並以前輩的身份錄得場均23.0分和10.0個籃板，協助校隊在2006/07賽季做出27-1的戰績，而他彈性與協調性優異195公分更是NBA標準側翼球員水準。

## 大學生涯
亞歷山大在喬治·華盛頓大學的首個賽季參與23場比賽，並錄得場均4.0分，3.8籃板，1.3助攻，1.1搶斷，到其二年級時，他參與13場比賽錄得場均3.5分，3.2個籃板，1.5次助攻，1.1次搶斷，到2009年他轉校到南拿撒勒大學，於其三年級的賽季被獲選為NAIA D1的一隊，更在31場比賽中場均貢獻13.0，6.7個籃板，3.6次助攻，1.1次封阻，1.3次搶斷，到他的大學四年級賽季，榮膺SAC一等獎和NAIA全美榮譽，並在32場比賽中錄得場均17.7分，6.6個籃板，3.3次助攻，1.2次搶斷。

## 球員生涯
亞歷山大在2011年NBA選秀中落選後，於2011年11月3日在NBA發展聯盟選秀第8輪被土爾沙66人選中。2012年8月9日，亞歷山大與波蘭塔爾諾布熱格簽約，展開職業球員生涯，並隨隊參與2012/13賽季聯賽，直到2013年11月重新獲得土爾沙66人選用。2014年11月4日，亞歷山大被奧克拉荷馬藍色收購，直到2015年10月4日時透過經理人介紹轉戰亞洲，與新加坡騰飛之獅簽約，並隨隊參與東南亞職業籃球聯賽到不同國家比賽，加盟後他被本土球迷稱作X-Man。2021年9月10日，亞歷山大加盟T1聯盟高雄海神。2022年10月25日，新加坡騰飛之獅宣布亞歷山大重返球隊。2023年3月8日，T1聯盟高雄全家海神註冊亞歷山大。3月17日，高雄全家海神宣布亞歷山大回歸球隊。8月8日，高雄全家海神宣布亞歷山大離隊。
2024年亞歷山大代表丹格朗老鷹出賽11場印尼籃球聯賽，場均貢獻16.9分。

## 外部連結
- 沙維亞·亞歷山大在fiba.basketball（英语）
- 沙維亞·亞歷山大在NBA G聯盟官網（英语）
- 沙維亞·亞歷山大在Basketball-Reference.com（NBA G聯盟）（英语）
- 沙維亞·亞歷山大在Sports-Reference.com（NCAA）（英语）
- 沙維亞·亞歷山大在Eurobasket.com（球員）（英语）
- 沙維亞·亞歷山大在Proballers（英语）
- 沙維亞·亞歷山大在RealGM（英语）
- 沙維亞·亞歷山大在Flashscore（英语）
- ABL官網球員註冊資料